# Рівні адекватності
У своїй праці «Аспекти теорії синтаксису» (1965) Ноам Хомський вводить ієрархію рівнів адекватності для оцінювання граматик (теорій конкретних мов) і метаграматик (теорій граматик).
Ці рівні складають таксономію теорій (прикладом такої теорії є граматика природної мови) відповідно до перевірки. Цю таксономію можна поширити на наукові теорії загалом, а звідти навіть поширити на сферу естетики мистецтва.

## Рівні
1. Адекватність спостереження
  - Теорія досягає вичерпного та дискретного переліку точок даних.
  - Для кожного спостереження є відрізок.
2. Описова адекватність
  - Теорія формально визначає правила, що враховують усі досліджувані розташування даних.
  - Правила створюють усі й лише добре сформовані конструкції (відношення) простору протоколу.

 … граматика дає правильний звіт про лінгвістичну інтуїцію носія мови та конкретизує спостережувані дані (зокрема) у термінах значущих узагальнень, які виражають основні закономірності в мові.[1]
3. Пояснювальна адекватність
  - Теорія забезпечує принциповий вибір між конкуруючими описами.
  - Він стосується найглибшої базової структури.
  - Він має прогностичну силу.

 Лінгвістична теорія, яка спрямована на пояснювальну адекватність, стосується внутрішньої структури засобу [тобто граматики]; тобто, він має на меті забезпечити принципову основу, незалежну від будь-якої конкретної мови, для вибору адекватної опису граматики кожної мови.[2]

Про теорії, які не досягають третього рівня адекватності, кажуть, що вони «враховують спостереження», а не «пояснюють спостереження».
Другий і третій рівні містять припущення Оккамістської ощадливості. Це пов'язано з вимогою мінімалізму, яка розроблена як наслідок цих рівнів, але насправді використовується як аксіома.

## Передвісники у філософії науки
Висловлюється припущення, що система рівнів, запропонована Хомським в «Аспектах теорії синтаксису», має свої передумови в працях Декарта, Канта, Карнапа, Куайна та інших. Безумовно, критерій адекватності, знайдений у раціоналізмі, зокрема в раціональному емпіризмі, має певну схожість із формулюванням Хомського.
Оскільки одне з ключових питань, яке Хомський розглядає в «Аспектах», — це припущення про вроджену мовну здатність людини, тема розгалужується на питання вродженості та апріорного знання, оскільки саме з огляду на ці питання слід шукати третій рівень адекватності.

## Примітка
Цю концепцію не слід плутати з «принципом причинно-наслідкової адекватності», який належить до Декартової версії онтологічного аргументу існування Бога в його Роздумах про першу філософію.